# Cimetière militaire d'Éterpigny
Le cimetière militaire d'Éterpigny, en anglais Eterpigny British Cemetery  est un cimetière militaire de la Première Guerre mondiale, situé sur le territoire de la commune d'Éterpigny, dans le département du Pas-de-Calais, à  14 km au sud-est d'Arras.

## Localisation
Ce cimetière est situé  dans le village, au nord, rue Daniel-Bernard.

## Histoire

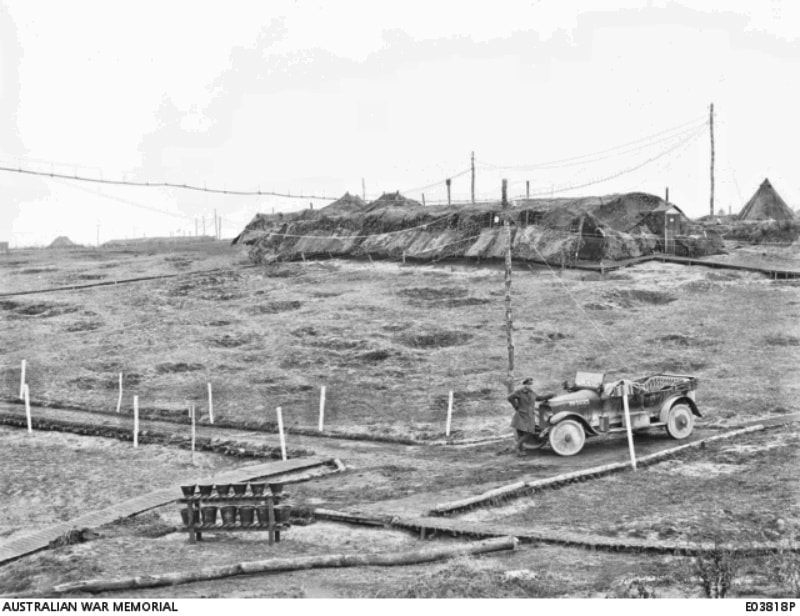
Le camp camouflé du quartier général de la quatrième armée britannique.

Occupé par les Allemands depuis la fin août 1914, le village d'Éterpigny, situé en secteur allemand de l'autre côté de la ligne Hindenburg, n'a été repris que le 2 septembre 1918 après le percement de la ligne Drocourt-Quéant par l'armée canadienne.
Le cimetière britannique a été commencé par la première et quatrième division et a été utilisé de la fin août 1918 à la mi-octobre. Il contient 66 sépultures et commémorations de la Première Guerre mondiale dont dix des sépultures ne sont pas identifiées

## Caractéristiques
Ce  petit cimetière a un plan rectangulaire de 20 m sur 15. Il est clos par un mur de moellons. Ce cimetière a été conçu par W.H. Cowlishaw.

## Galerie

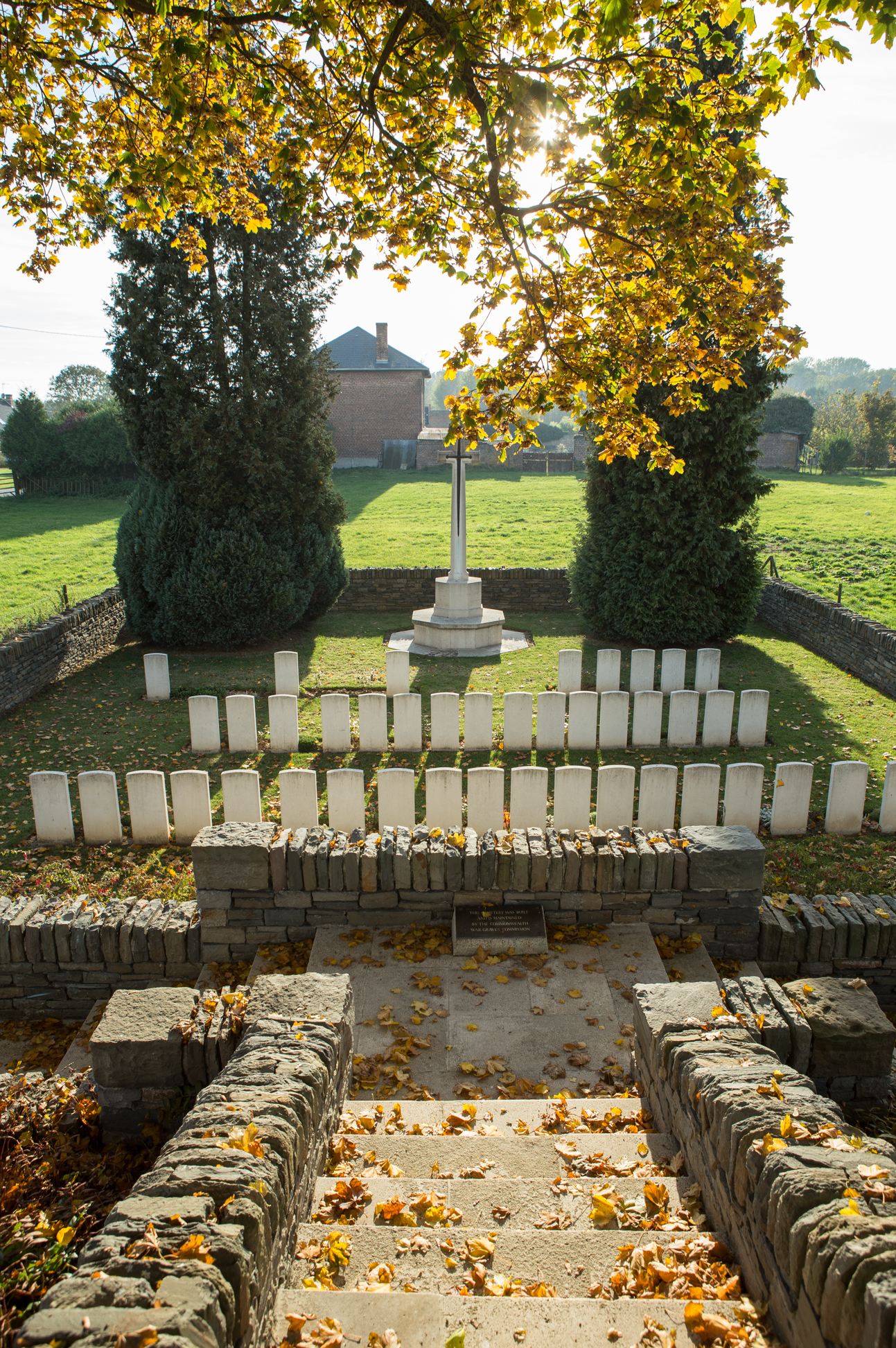
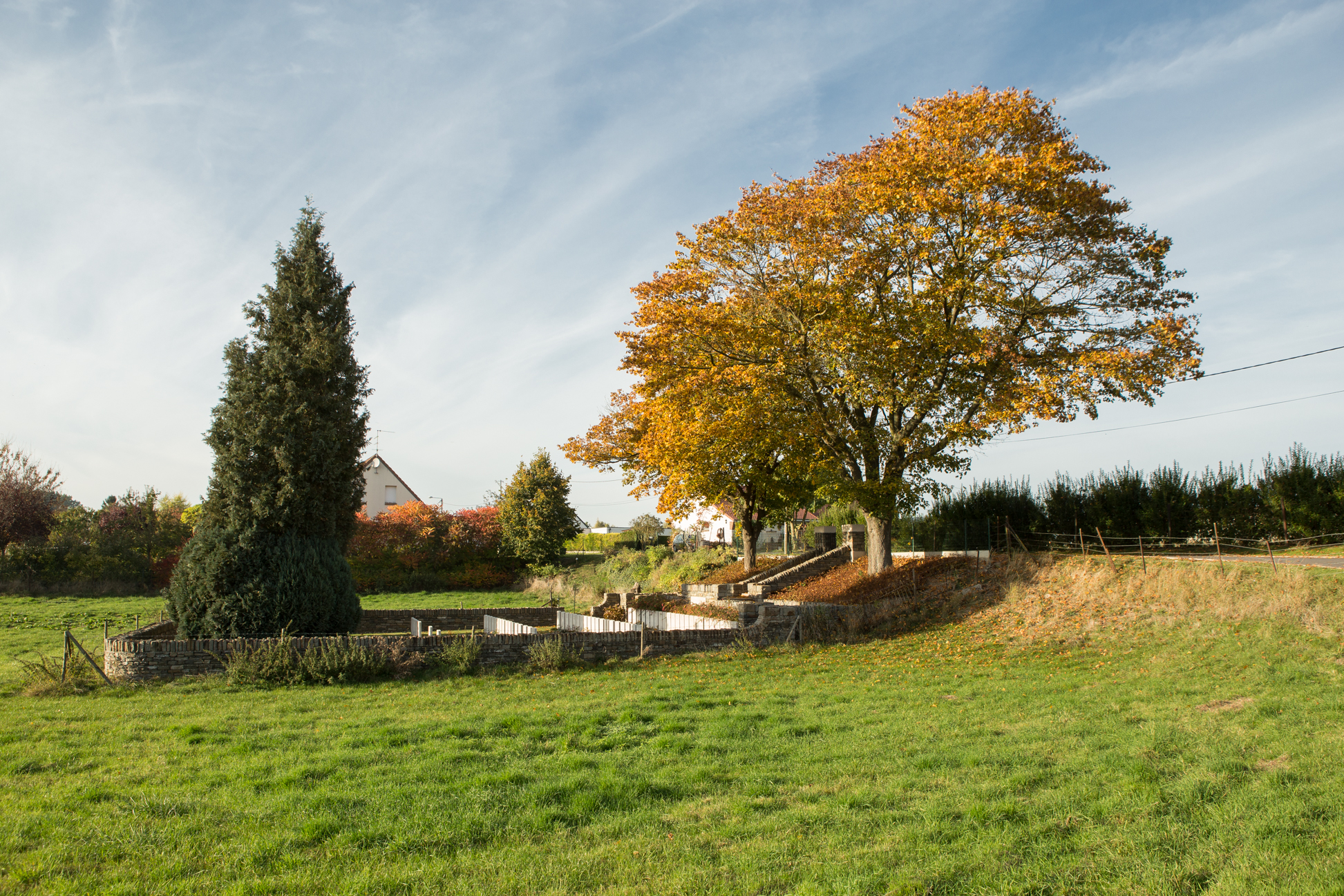
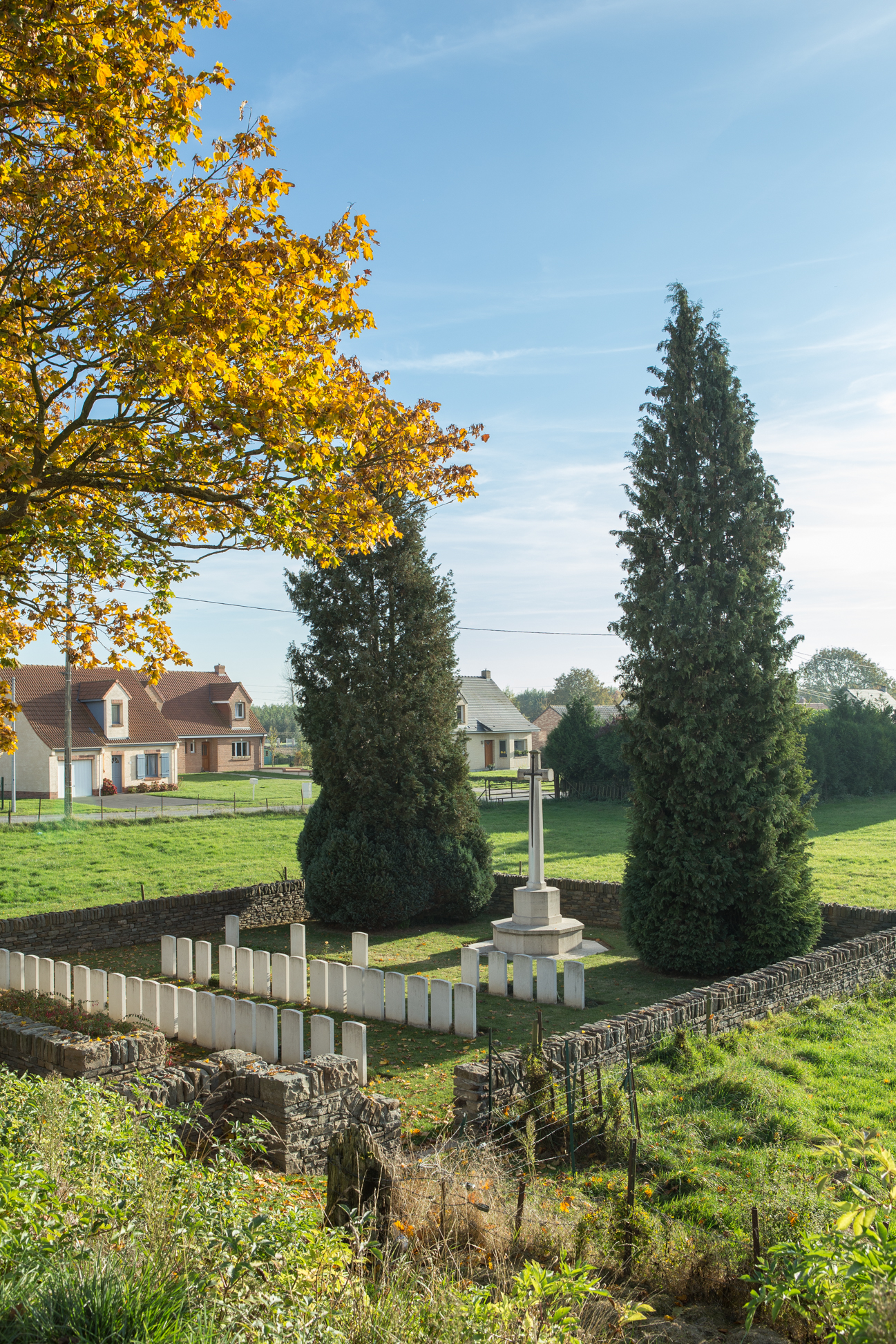
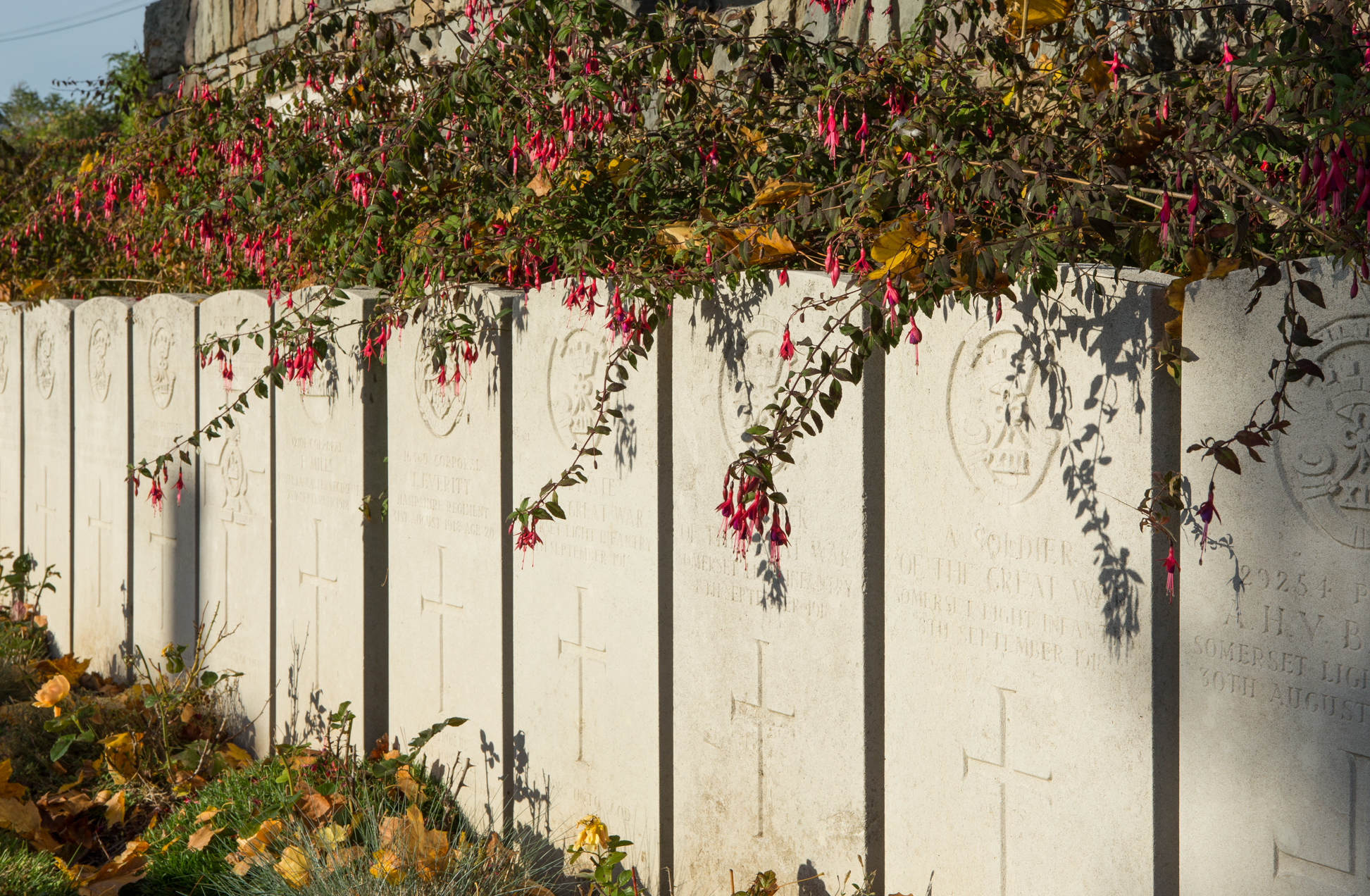
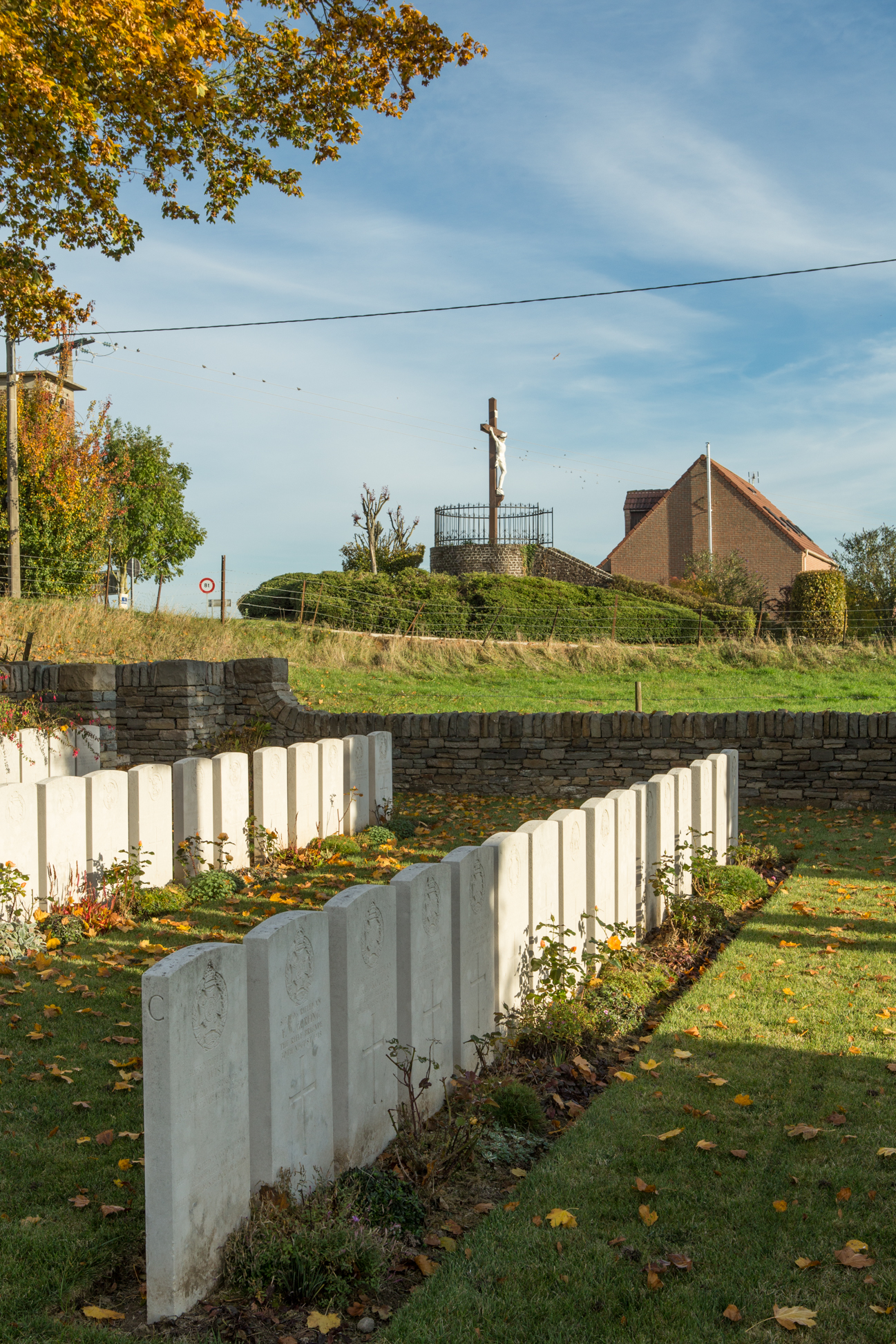
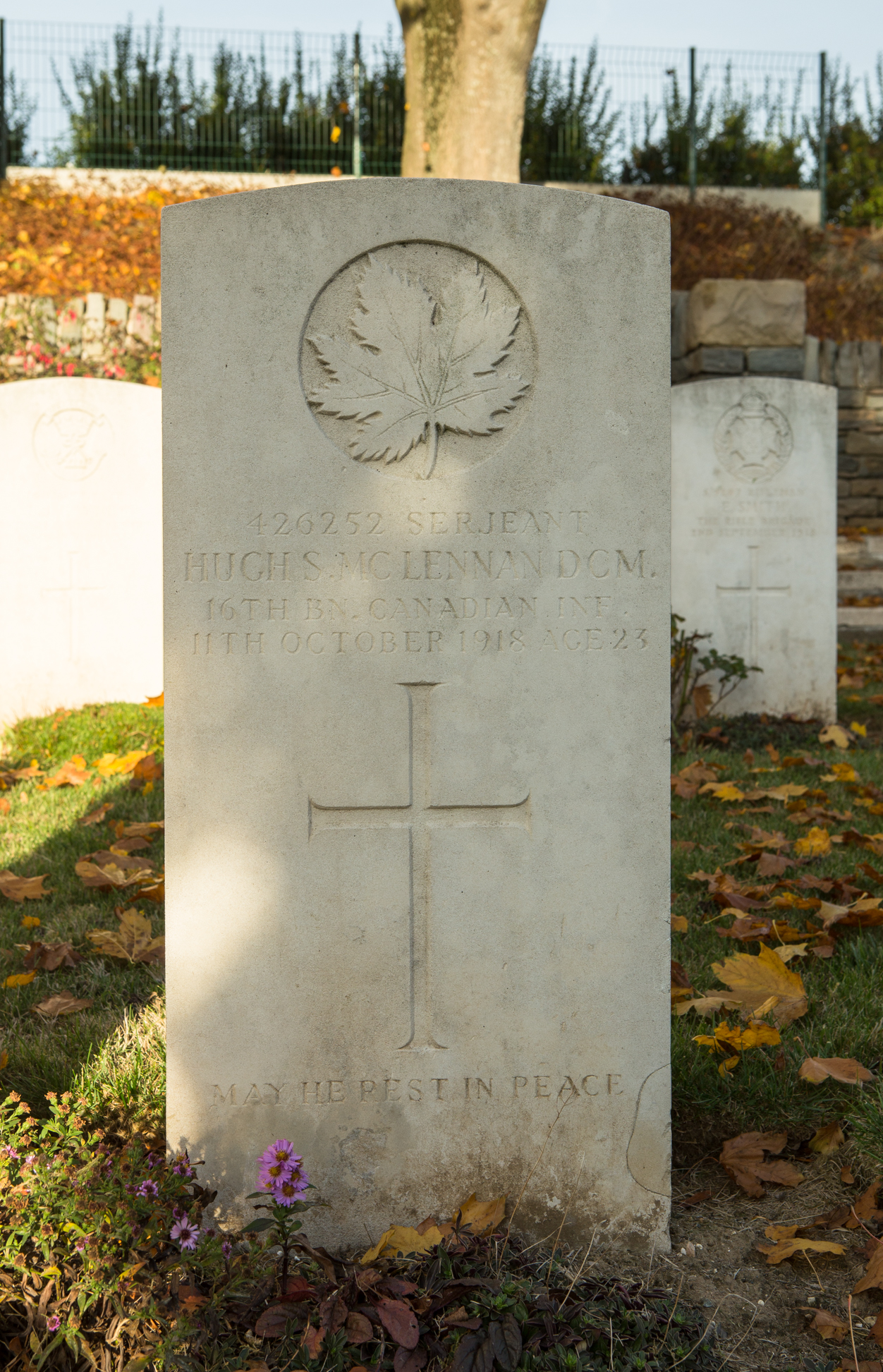

## Sépultures
| Pays        | Sépultures |
| ----------- | ---------- |
| Royaume-Uni | 54         |
| Canada      | 12         |
| Total       | 66         |

## Pour approfondir